# Michael Carter
Pour les articles homonymes, voir Carter et Michael Carter (homonymie).
Michael Carter (né le 3 mars 1963 à Denver) est un coureur cycliste américain des années 1980, 1990 et 2000.

## Biographie
Professionnel de 1984 à 1995, puis de 2003 à 2006 dans une équipe chinoise, il termine notamment troisième du Tour de Romandie en 1991, derrière Tony Rominger et Robert Millar.
En 2008, il se classe troisième du championnat du monde sur route masters, dans la catégorie d'âge des 45-49 ans.

## Palmarès
- 1988
  - 1re étape des Pepsi Series
- 1989
  - Cascade Classic
- 1990
  - 1re étape du Tour of Palm Springs
  - 3e du Tour des Amériques
- 1991
  - 3e du Tour de Romandie
  - 3e de la Ruta Mexico
- 1992
  - 4e étape du Tour de la Willamette
  - 3e de la Mammoth Classic
- 1993
  - 3e de la Ruta Mexico
- 2001
  - Martigny-Mauvoisin
  - 2e de Sierre-Loye
- 2003
  - 2e du Tour de Corée
  - 3e de l'Iron Horse Classic
- 2006
  - 3e du Mount Evans Hill Climb
- 2007
  - 3e du Mount Evans Hill Climb
- 2008
  -  Médaillé de bronze du championnat du monde sur route masters 45-48 ans

## Résultats sur les grands tours

### Tour de France
1 participation
- 1991 : hors délais (12e étape)

### Tour d'Italie
2 participations
- 1984 : 118e
- 1989 : abandon (3e étape)

### Tour d'Espagne
1 participation
- 1985 : abandon (9e étape)

## Classements mondiaux
| Année         | 2005 |
| ------------- | ---- |
| UCI Asia Tour | 177e |